# Ramariopsis asterella
Ramariopsis asterella är en svampart som först beskrevs av George Francis Atkinson, och fick sitt nu gällande namn av Corner 1950. Ramariopsis asterella ingår i släktet Ramariopsis och familjen fingersvampar.   Inga underarter finns listade i Catalogue of Life.